# Tramlijn Goes - Wemeldinge
De tramlijn Goes - Wemeldinge was een tramlijn op Zuid-Beveland. De lijn liep van Goes via Kloetinge naar Wemeldinge.

## Geschiedenis

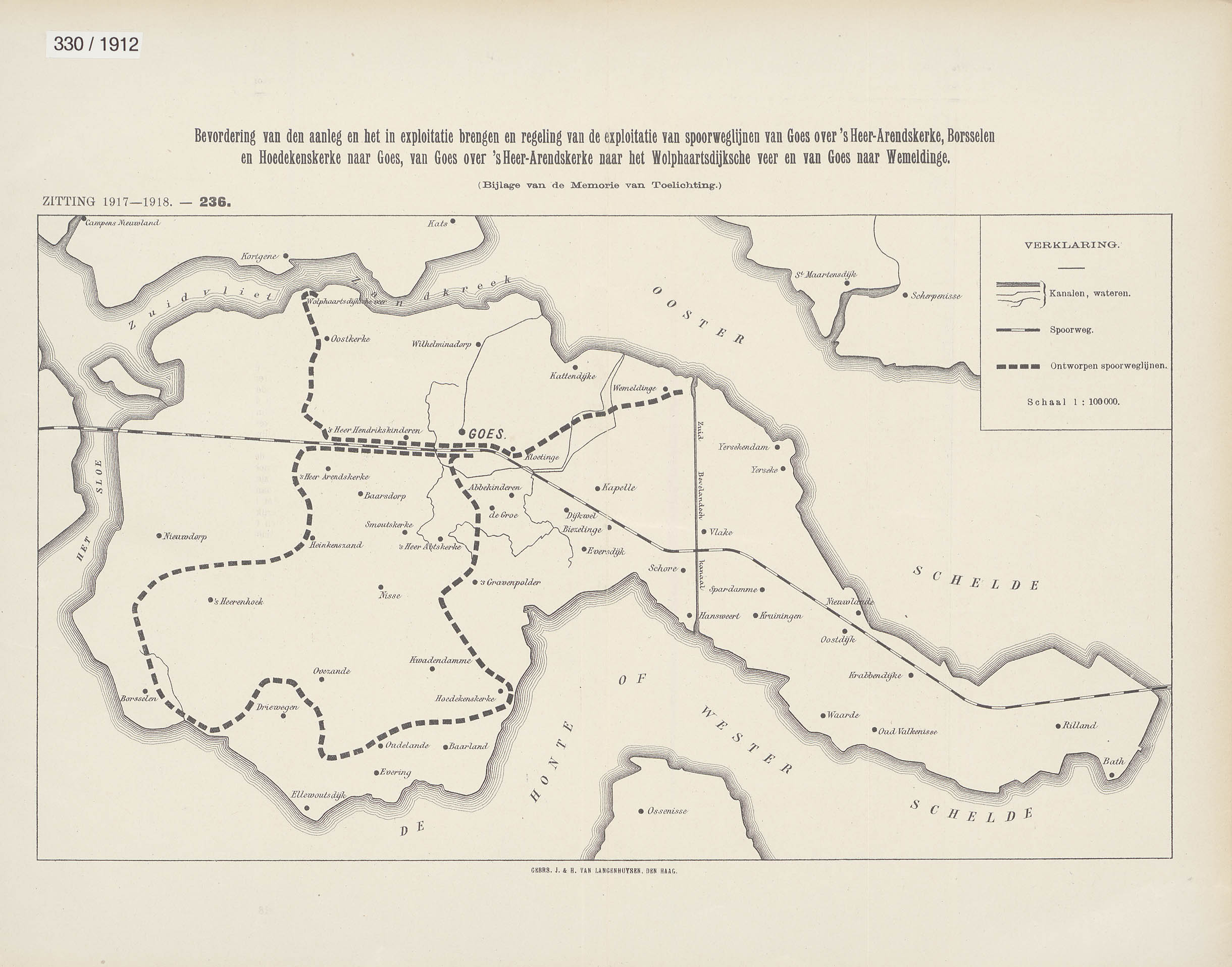
Kaart met als titel Bevordering van den aanleg en het in exploitatie brengen en regeling van de exploitatie van spoorweglijnen van Goes over 's Heer-Arendskerke, Borsselen en Hoedekenskerke naar Goes, van Goes

De plannen voor onder andere deze tramlijn werden besproken in de Staten Generaal in 1917-1918. Als bijlage werd een kaart met de nieuwe tramlijn gevoegd.
De lijn was een van de drie lijnen die in 1927 werden geopend door de Spoorweg-Maatschappij Zuid-Beveland. Al op 15 mei 1934 is de reizigersdienst op de lijn opgeheven door tegenvallende resultaten. Goederenvervoer heeft plaatsgevonden tot 17 augustus 1942. Hierna werd de lijn op last van de Duitse bezetter ontmanteld en afgevoerd.

## Restanten
Door ruilverkaveling is de lijn nauwelijks terug te vinden in het landschap. In Wemeldinge ligt de Spoorlaan op het voormalig tracé. Het stationsgebouw van Kattendijke (monnikendijk 10) is nog aanwezig en in gebruik als woonhuis.